# 3293 Rontaylor
3293 Rontaylor је астероид главног астероидног појаса са средњом удаљеношћу од Сунца која износи 2,397 астрономских јединица (АЈ).
Апсолутна магнитуда астероида је 13,4.